# قلعه الجندی
قلعه الجندی (انگلیسی: El-Gendi Fortress)، در جنوب شبه‌جزیره سینا در کشور مصر قرار گرفته است. این قلعه در دوره صلاح‌الدین ایوبی در سال ۱۱۸۳ بنا نهاده شد و شامل برج‌های دفاعی، مساجد، سازه‌های اقامتی، سازه‌های دفاعی متفاوت است. این قلعه در سال ۱۹۹۴ از سمت کشور مصر در فهرست میراث آزمایشی این شکور در یونسکو قرار گرفت.